# Jameos del Agua

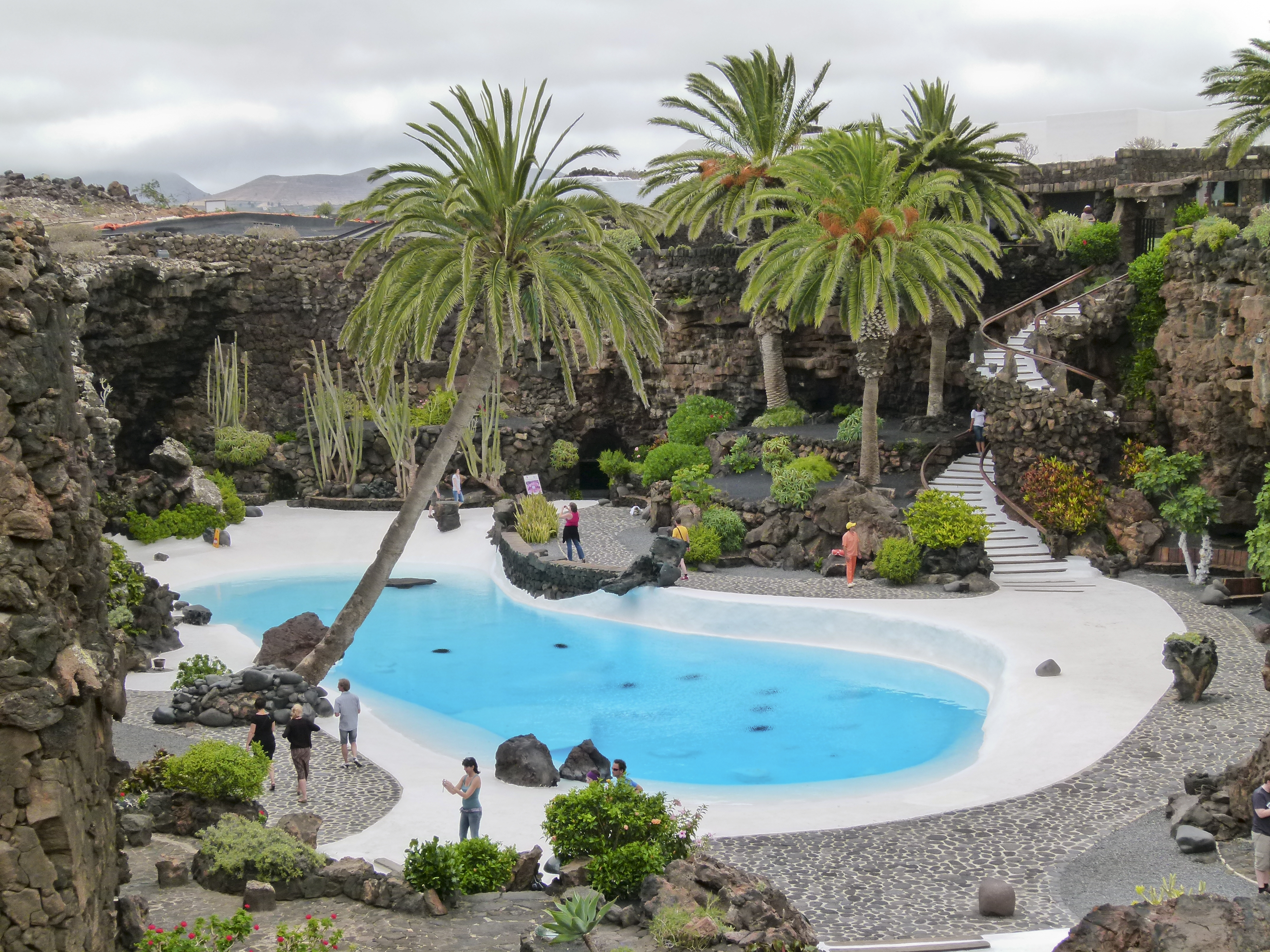

Jameos del Agua är en grotta och en turistattraktion i kommunen Haría på nordöstra Lanzarote, en av Kanarieöarna. Den ingår i samma grottsystem som Cueva de los Verdes. Jameos är en spansk ord för nedrasade vulkantunnlar. Lanzarotes kända arkitekt, César Manrique, har planerat och anlagt trädgårdar och bassänger på platsen. 
På platsen finns en underjordisk saltvattensjö där det lever en liten vit och blind krabba, Munidopsis polymorpha, som är endemisk på Lanzarote. Utanför grottan finns en pool med turkost vatten som är omgiven av palmer och grön frodighet som annars är ovanligt på karga vulkanön. En annan grottsal har byggts om till en stor konsertlokal för 550 personer. 

## Bilder

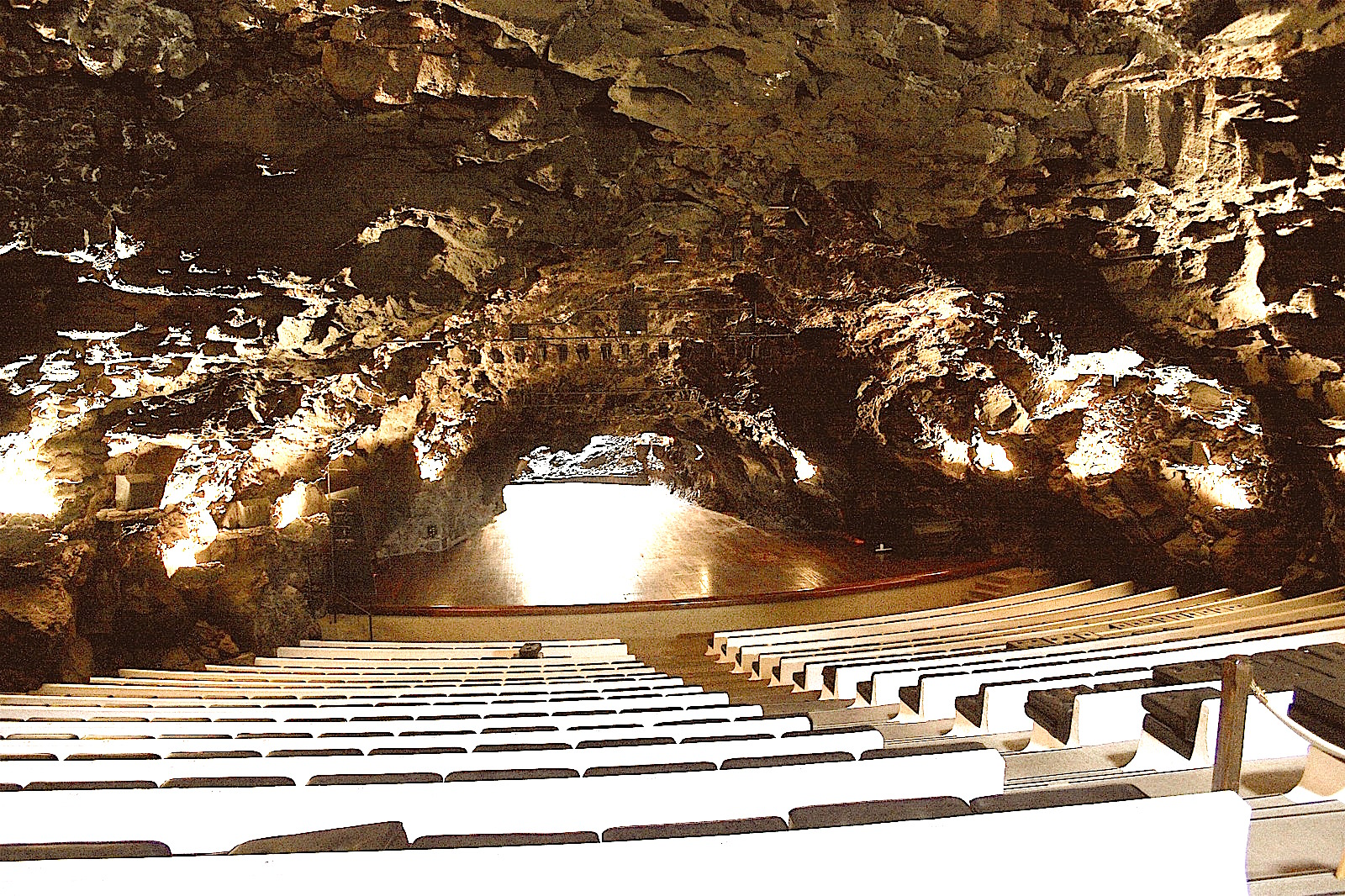
Grottsal omgjord till konsertsal.
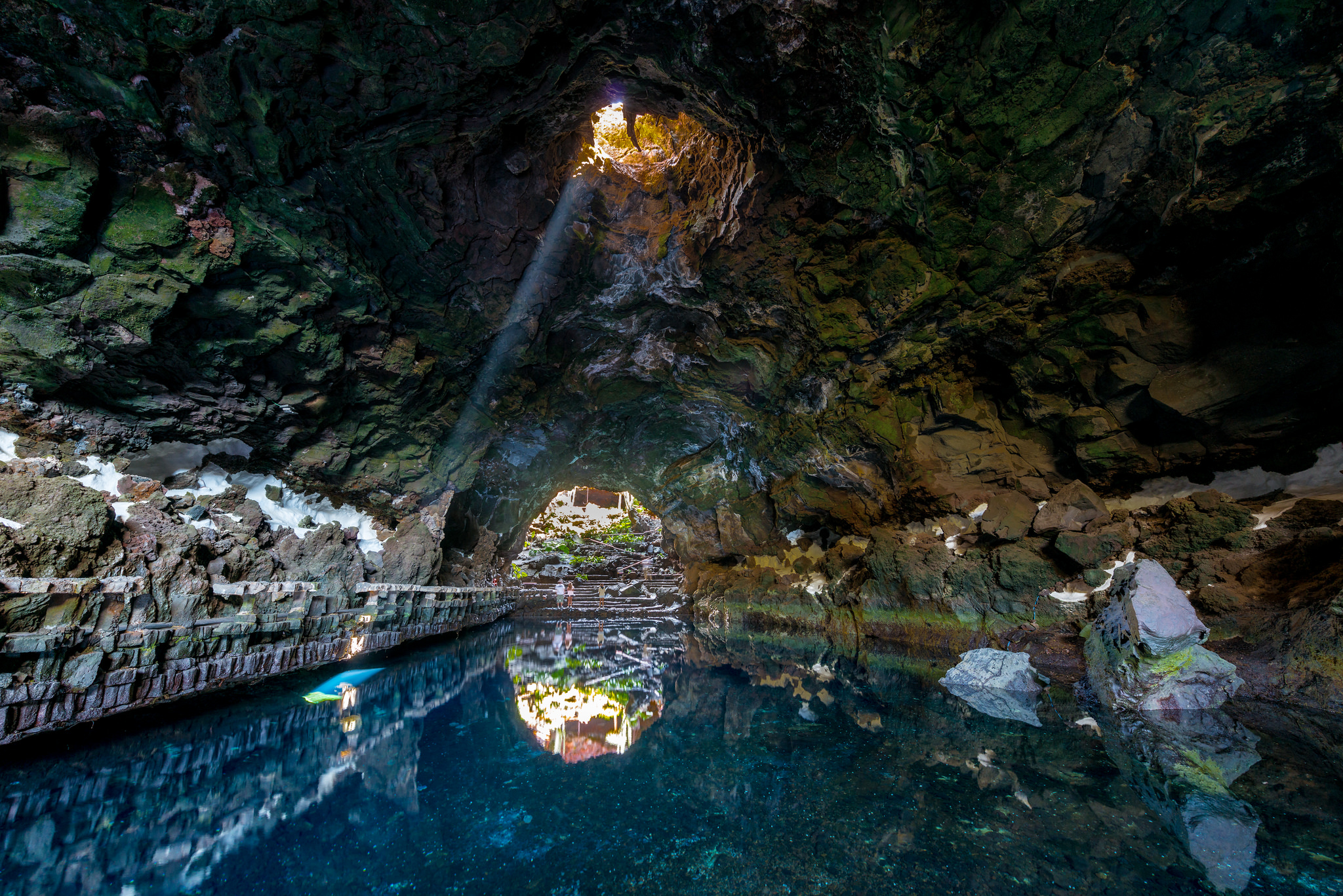
Underjordisk saltvattensjö där albinokrabborna lever.
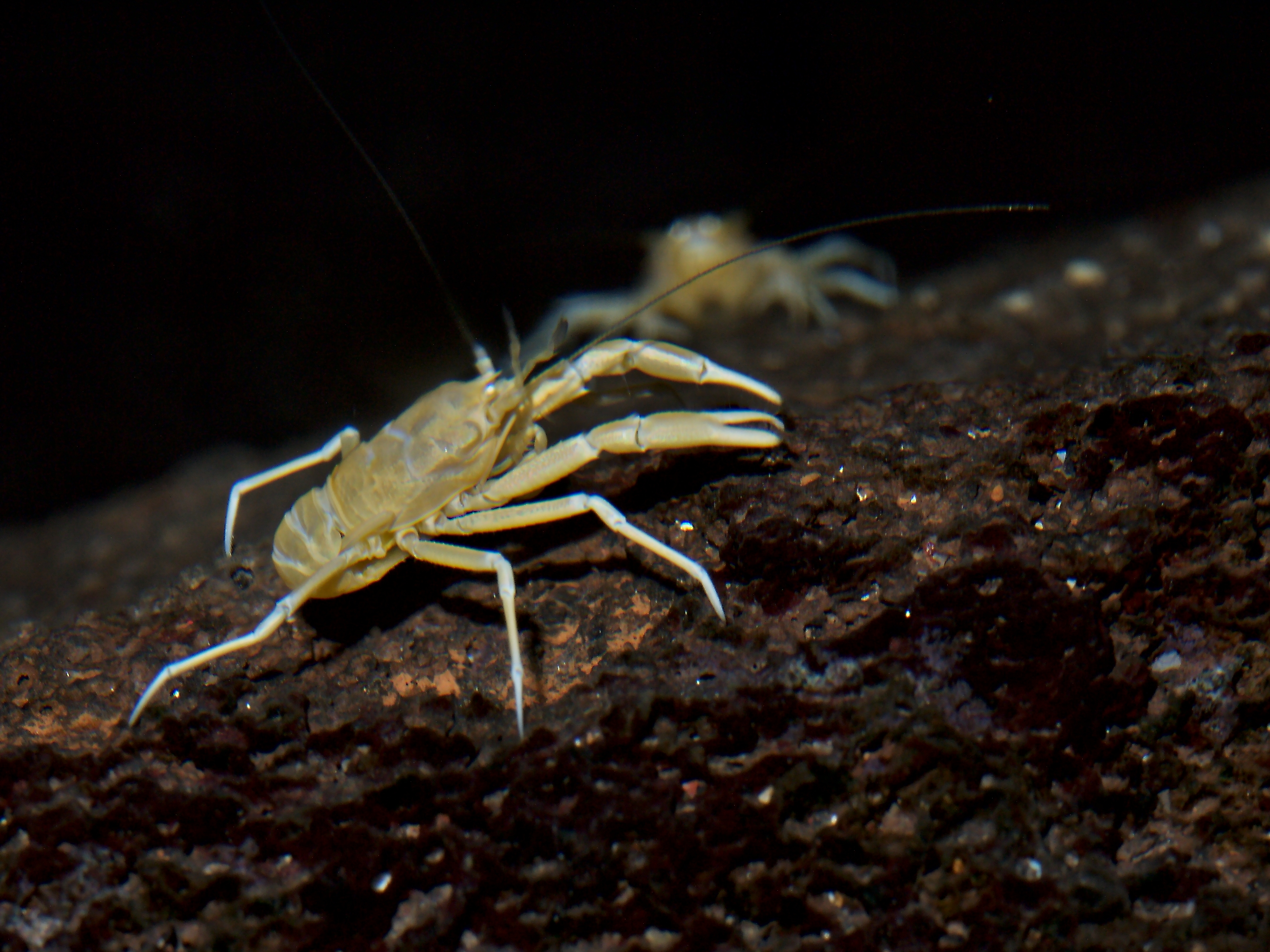
Den blinda albinokrabban Munidopsis polymorpha.